# Port lotniczy Gardo
Port lotniczy Gardo (kod IATA: GSR, kod ICAO: HCMG)– lotnisko obsługujące miasto Qardho w Somalii (Puntland).